# Julie Marie Berman
Julie Marie Berman (Los Angeles, 3 november 1983) is een Amerikaans actrice.
Berman is vooral bekend van haar rol als Lulu Spencer in de televisieserie General Hospital waar zij in 1083 afleveringen speelde. Voor deze rol won zij in 2009, 2010 en 2013 een Daytime Emmy Award in de categorie Uitstekende Actrice in een Televisieserie.

## Biografie
Berman doorliep de high school aan de Marymount High School in Los Angeles waar zij in 2002 haar diploma haalde. In 2006 studeerde zij af in Televisie en Film aan de University of Southern California in Los Angeles. Voordat zij begon met acteren voor televisie was zij al meer dan 100 keer te zien in verschillende tv-commercials.
Berman is in 2008 getrouwd.

## Filmografie

### Films
- 2020 Kappa Kappa Die - als nieuwsverslaggeefster
- 2017 Valley of the Moon - als Molly
- 2017 Love on Ice - als Emily James
- 2012 The March Sisters at Christmas – als Jo March
- 2011 Sand Sharks – als Nikki
- 2003 Remembering Charlie – als Hannah Wilson
- 1999 Vanished Without a Trace – als Cathy Porterson

### Televisieseries
Uitgezonderd eenmalige gastrollen.
- 2015-2018 Casual - als Leia - 27 afl.
- 2015-2016 Chicago Med - als dr. Sam Zanetti - 8 afl.
- 2005-2013 General Hospital – als Lulu Spencer – 1083 afl.
- 1999-2000 Once and Again – als Julie - 6 afl.
- 1997-1999 7th Heaven – als Shelby Connor - 7 afl.